# Phebellia stulta
Phebellia stulta är en tvåvingeart som först beskrevs av Zetterstedt 1844.  Phebellia stulta ingår i släktet Phebellia, och familjen parasitflugor. Arten är reproducerande i Sverige.